# Diédougou (Dioïla)
Pour les articles homonymes, voir Diédougou.
 (avril 2025).
Diédougou est une commune rurale malienne de l'arrondissement central de Béléko, dans le cercle de Béléko, et la nouvelle région de Dioïla, elle a pour chef-lieu la localité de Béléko Soba.

## Villages
La commune s'étend sur 32 localités relevées lors du recensement général de 2009. 
Les villages les plus peuplés sont :
- Béléko Soba (4 687 habitants) ;
- Tiécouméla Soba (2 992 habitants) ;
- Korodougou Marka (2 470 habitants).

## Politique
| Année | Maire élu          | Parti politique |
| ----- | ------------------ | --------------- |
| 2004  | Tiéfolo Coulibaly  | Indépendant     |
| 2009  | Diakaridia Traoré  | FCD             |
| 2016  | Diakaridia Dembélé | RPM             |